# Pukalani
Pukalani est une census-designated place de l'État d'Hawaï dans le comté de Maui, aux États-Unis.

## Démographie
| 2000  | 2010  | - | - | - | - |
| ----- | ----- | - | - | - | - |
| 6 706 | 7 574 | - | - | - | - |

En 2010, la population était de 7 574 habitants.